# Az RB Leipzig története

## A kezdeti évek
A Red Bull vállalat 2006-ban a Sachsen Leipziget szerette volna megvenni, ám a Német labdarúgó-szövetség (DFB) végül nem adta áldását az üzletre. Ebben része volt a nagy szurkolói tiltakozásnak, ami azért volt mert, az egyesület drukkerei nem akartak egy multinacionális cég színeiben tündökölni, illetve annak, hogy a szabályok értelmében egy futballcsapat nem viselheti egy vállalat nevét. A Red Bull akkor még visszalépett, három évvel később, a szintén lipcsei, ötödosztályú SSV Markranstädt esetében azonban már engedékenyebb volt a szövetség. A csapatnév viszont akkor sem lehetett cégnév, így alakult meg az RB Leipzig nevű egyesület, amelynek már akkor az volt a kimondott célja, hogy rövid időn belül feljusson a legjobbak közé.

## Tino Vogel (2009–2010)
A klub első menedzsere a német Tino Vogel lett. 2009. augusztus 8-án a Carl Zeiss Jena II elleni 1-1-es döntetlennel végződő mérkőzés volt a csapat első bajnoki mérkőzése az Oberliga NOFV-Süd-ben, ahol egyértelműen a lipcseieknek volt a legerősebb keretük. Augusztus 16-án a FSV Zwickau ellen megszerezte a klub az első nagy gólarányú győzelmét. A mérkőzést a bikák nyerték 4-0-ra és az első gólt a klub történetében Michael Lerchl szerezte. Vogel irányítása alatt hazai pályán a VfB Pößneck ellen 7-1-re megnyert mérkőzés volt a legnagyobb sikerei a klubnak.
2010 januárjában az egyesület alapítója Andreas Sadlo elhagyta a klubot. Helyét Dietmar Beiersdorfer vette át, aki így a vezérigazgató, valamint az elnöke lett a klubnak.
Ingo Hertzsch volt a klub első válogatott labdarúgója ez időben. A csapat magabiztosan végzett az élen. A 30 bajnoki mérkőzésen 80 pontot szereztek meg a maximálisan elérhető 90-ből. A 74 szerzett góllal magasan kitűntek a bajnokságból. A következő szezonban már a negyedosztályban, azaz a Regionalligában szerepelt.

## Tomas Oral (2010–2011)
2010. Július 18-án bemutatták a klub új vezetőedzőjét, Tomas Oralt. Oral a nyár folyamán többek között, Thiago Rockenbacht, Carsten Kammlottot, Daniel Frahnt, valamint Tim Sebastiant igazolta. Több olyan játékos is érkezett, aki profiként megfordult az első vagy a másodosztályban.
A Regionalligat sorozatban három döntetlennel kezdték. A 4. fordulóban szerezték meg az első győzelmüket a Holstein Kiel ellen 2-1-re megnyert bajnokin. A szezon során a legnagyobb vereséget a csapat a hazai pályán szerezte a Holstein Kiel ellen, 5-1-re kaptak ki a 21. fordulóban. A bajnokság gólkirálya Daniel Frahn lett 16 bajnoki találattal.
A csapat csak negyedik lett, Mateschitz ezért nyáron ismét a zsebébe nyúlt. A szezon végén a vezetőség nem hosszabbította meg Oral szerződését, annak ellenére, hogy a Szászország kupáját sikeresen elhódították.

## Peter Pacult (2011–2012)
Az új edző a Rapid Wien-nél bajnoki címet szerzett osztrák Peter Pacult lett. Első igazolásai között szerepelt Niklas Hoheneder a Karlsruher SC-ből, Bastian Schulz az 1. FC Kaiserslautern-től és Timo Röttger a Dynamo Dresden csapatától.
Az 1. fordulóban a Bundesligában szereplő VfL Wolfsburg volt a csapat ellenfele, de 3-2-re győzött a lipcsei csapat Daniel Frahn mesterhármasával, majd a következő fordulóban a szintén Bundesligában szereplő csapatott kaptak, az FC Augsburgot, de az Augsburg 1-0-ra legyőzte a klubot. 2012. február 19-én megszerezte a csapat a klubtörténetének legnagyobb győzelmét a SV Wilhelmshaven 8-2-re való legyőzésével.
A bajnokságban Daniel Frahn ismét gólkirályi címet szerzett 26 góllal. A szezont a 3. helyen fejezték be, így a következő szezont a Regionalliga Nordost-ban kezdheti meg a klub. Miután a vezetőség elvárásainak nem megfelelően szerepelt a csapat a bajnokságban, Petert menesztették

## Alexander Zorniger (2012-2015)
A 2012-2013-as szezont Zornigerrel kezdte meg a csapat és a sikerek nem maradtak el. A szezon előtti átigazolási időszakban az egykori svájci válogatott Fabio Coltortit igazolta a kapuba. Több nagy gólarányú győztes mérkőzést nyertek meg a szezon során. A téli igazolási időszakban Matthias Moryst és Clemens Fandrichot hozta a csapathoz. A bajnokságot megnyerték, majd a rájátszásban kiharcolták a 3. Ligában való részvételt, a Szászország kupáját is elhódították fennállásuk során másodjára. A bajnokságban Daniel Frahn lett a gólkirály ismételten. Zorniger egy egységes csapatott faragott a RB Leipzig csapatából.
A következő idény előtti holt szezonban az első igazolása Denis Thomalla volt. Érkezett Dániából a fiatal Yussuf Poulsen, aki hamar a csapat egyik kiválósága lett a 10 bajnokin szerzett góljával és játékával. A Német labdarúgókupában hamar, már az FC Augsburg ellen az 1. fordulóban búcsúzott a klub. Augusztus végén a SV Wehen Wiesbaden csapata ellen 2-1-es vereséget szenvedtek, ez az első pont nélküli bajnoki mérkőzése az együttesnek. Ezt követően a bajnokság első felében a dobogó környékén helyezkedett a klub. A szezon során végig ott is maradt. Kiemelkedő játékkal haladtak a feljutás felé.
A szezon közbeni átigazolási időszakban néhány játékos érkezett a keret megerősítése céljából. Finnországból Mikko Sumusalo, valamint két középpályás, Diego Demme az SC Paderborn 07 csapatától és az osztrák Georg Teigl a Red Bull Salzburgtól. Zorniger a klub hosszútávú céljait szem előtt tartva fiatal tehetségeket is a klubhoz csábított, mint például Federico Palacios Martínez a VfL Wolfsburg akadémiájáról. A klub saját akadémiájától sem feledkezett meg és Fabio Coltorti, valamint Erik Domaschke sérülése következtében az akadémián szereplő Fabian Bredlow lett a klub másodszámú kapusa néhány mérkőzésen. 2014. február 1-jén az MSV Duisburg ellen 2-1-re elvesztett idegenbeli mérkőzést követően a csapat egy tizenöt mérkőzésből álló veretlenségi sorozatot mutatott be. Tizenkét győzelem és négy döntetlen mérkőzés. Az 1. FC Saarbrücken ellen hazai pályán 5-1-re nyertek Dominik Kaiser mesterhármasával és a csapatkapitány, Daniel Frahn duplájával 42 713 szurkoló előtt. A klub a bajnokság végére beérte a listavezető Heidenheim csapatát, de gólkülönbség miatt a második helyen végzett a klub, de így is feljutott a Bundesliga 2-be.
A Bundesliga 2 rajtja előtt megerősítette a játékos keretét a klubnak. Érkezett a csapathoz az amerikai labdarúgó-válogatott labdarúgó Terrence Boyd és kölcsönben az olasz ACF Fiorentinától Ante Rebić. Augusztus 2-án az első bajnoki mérkőzésük a VfR Aalen ellen 0-0-s döntetlennel ért végett. Az első vereség az Union Berlin ellen szenvedték szeptember végén. A csapat teljesítménye hullámzó volt és kevés mérkőzést tudtak megnyerné, ennek következtében 2015. február 11-én menesztették a klub éléről Zornigert.

## Achim Beierlorzer (2015)
Az ifjúsági csapattól érkezett a szezonvégéig, majd visszatért az ifjúsági csapathoz, de az első csapatnak a segédedzője is lett. Február 15-én az FSV Frankfurt elleni vereséggel debütált a klub élén. Március és április között mindössze egyetlen mérkőzést veszített el a klubbal, amivel a tabella 5. és 6. helyére meneteltek előre. Ezek után a szezon hajrájában több vereség is történt, a szezont az 5. helyen fejezte be a klubbal.

## Ralf Rangnick (2015–2016)
2015. május 29-én a klub sportigazgatói székéből került a menedzseri pozícióba.

## Ralph Hasenhüttl (2016–)
2016. július 1-jétől vette át a klub vezetőedzői pozícióját. Hasenhüttl érkezésével Rangnick teljes állásban visszatért a sportigazgatói feladatköréhez. Augusztus közepén bejelentette, hogy Gulácsi Péter nyerte meg a három kapus versenyét a felkészülés során, ezért ő lesz az első számú kapus. A kupában 2–2 után tizenegyesekkel 5–4-re maradt alul Drezdában a Dynamóval szemben a klub. A mérkőzés után egy levágott bikafejet találtak, ami tiltakozás a lipcsei csapat ellen. Érkezett a skót Oliver Burke a csapathoz, akiért a Liverpoollal és a Bayernnel versengtek a leigazolásban. A felkészülési időszak alatt csak veretlenek maradtak. Az első fordulóban a TSG 1899 Hoffenheim ellen idegenben kezdtek az élvonalban, 2–2-es döntetlent játszott a két klub. A második mérkőzésen a Borussia Dortmund ellen megszerezték az első győzelmüket, a gól szerző Naby Keïta volt. 13 mérkőzésen keresztül veretlen maradt a klub és vezette újoncként a bajnokságot. A Bundesliga történetének 33. listavezetője lett a Leipzig, korábban 32 listavezető csapatot regisztráltak, de csupán egy keletnémet klub volt a nevek sorában, a Hansa Rostock (1991–92) és a kikötőváros csapatához csatlakozott a lipcse. A csapat a Bundesliga-történet első szászországi listavezetője lett. December 10-én az FC Ingolstadt vetett végett a veretlenségi szériájának a klubnak, amikor 1–0-ra legyőzte a lipcsei csapatott. A téli szünet előtt a Bayern München elleni rangadóval zárták az évet, a bajorok ellen 3–0-ra kikaptak, ami azt jelentette hogy a 2. helyen teleltek. A mérkőzésen Emil Forsberg kiállítatta magát. A téli felkészülési időszak alatt csak a holland AFC Ajax ellen kaptak ki. Dayot Upamecano érkezett az osztrák testvér csapattól, míg Kiriákosz Papadópulosz távozott. Februárban a Borussia Dortmund és a Hamburger SV ellen is kikaptak. A szezont a 2. helyen fejezték be, ami azt jelentette, hogy bajnokok ligájában indulhatnak. Viszont az UEFA szabályai alapján csak egy Red Bull által működtetett csapat indulhat a nemzetközi porondon a következő idényben. Végül a Leipzig és Salzburg is megkapta az UEFA engedélyét a 2017–2018-as Bajnokok Ligájában.
A 2017–18-as szezonelőtti felkészülési időszakban az angol Arsenal által megrendezett Emirates-kupára meghívást kapott a német klub, ahol a 3. helyen végeztek. A kupában az 1. fordulóban a Sportfreunde Dorfmerkingen együttesét 5–0-ra győzték le. A bajnokságot a Schalke 04 ellen kezdték meg idegenben a szezont, 2–0-ra kaptak ki. Ez időben távozott a klubtól Oliver Burke, akit egy évvel korábban skót átigazolási rekordot jelentő összegért, 13 millió fontért vásároltak meg a Nottingham Forresttől. Az angol Liverpool klubrekordot jelentő 48 millió fontért szerződtette Naby Keïtát. A guineai válogatott középső középpályás 2018 nyarán csatlakozik a vörösökhöz. Az átigazolási időszak utolsó napján szerződtették Kevin Kamplt, aki a klub második legdrágább igazolása lett. A Bajnokok Ligájában az AS Monaco, az FC Porto és a Beşiktaş JK lett az ellenfelük a csoportkörben. Szeptember 13-án az első nemzetközi mérkőzésüket a Monaco ellen játszották, amely mérkőzés 1–1-s döntetlennel ért véget és Emil Forsberg szerezte az első gólt a csapatban.

## Eredmények idővonalon
| Kiírás               | 2009–10        | 2010–11        | 2011–12        | 2012-13        | 2013-14        | 2014-15        | 2015-16        | 2016-17        | 2017-18        | 2018-19        | 2019-20        | 2020-21        | 2021-22        | 2022-23        | 2023-24        | 2024-25        |
| -------------------- | -------------- | -------------- | -------------- | -------------- | -------------- | -------------- | -------------- | -------------- | -------------- | -------------- | -------------- | -------------- | -------------- | -------------- | -------------- | -------------- |
| Bundesliga           | Nem vett részt | Nem vett részt | Nem vett részt | Nem vett részt | Nem vett részt | Nem vett részt | Nem vett részt | 2.             | 6.             | 3.             | 3.             | 2.             | 4.             | 3.             | 4.             | 7.             |
| Bundesliga 2         | Nem vett részt | Nem vett részt | Nem vett részt | Nem vett részt | Nem vett részt | 5.             | 2.             | Nem vett részt | Nem vett részt | Nem vett részt | Nem vett részt | Nem vett részt | Nem vett részt | Nem vett részt | Nem vett részt | Nem vett részt |
| 3. Liga              | Nem vett részt | Nem vett részt | Nem vett részt | Nem vett részt | 2.             | Nem vett részt | Nem vett részt | Nem vett részt | Nem vett részt | Nem vett részt | Nem vett részt | Nem vett részt | Nem vett részt | Nem vett részt | Nem vett részt | Nem vett részt |
| Fußball-Regionalliga | Nem vett részt | 4.             | 3.             | W              | Nem vett részt | Nem vett részt | Nem vett részt | Nem vett részt | Nem vett részt | Nem vett részt | Nem vett részt | Nem vett részt | Nem vett részt | Nem vett részt | Nem vett részt | Nem vett részt |
| NOFV-Oberliga Süd    | W              | Nem vett részt | Nem vett részt | Nem vett részt | Nem vett részt | Nem vett részt | Nem vett részt | Nem vett részt | Nem vett részt | Nem vett részt | Nem vett részt | Nem vett részt | Nem vett részt | Nem vett részt | Nem vett részt | Nem vett részt |
| DFB-Pokal            | Nem vett részt | Nem vett részt | K2             | Nem vett részt | K1             | K3             | K2             | K1             | K2             | D              | 1/16           | D              | Gy             | Gy             | K2             | 1/4            |

## Lásd még
- RB Leipzig